# Gertrude Jekyll

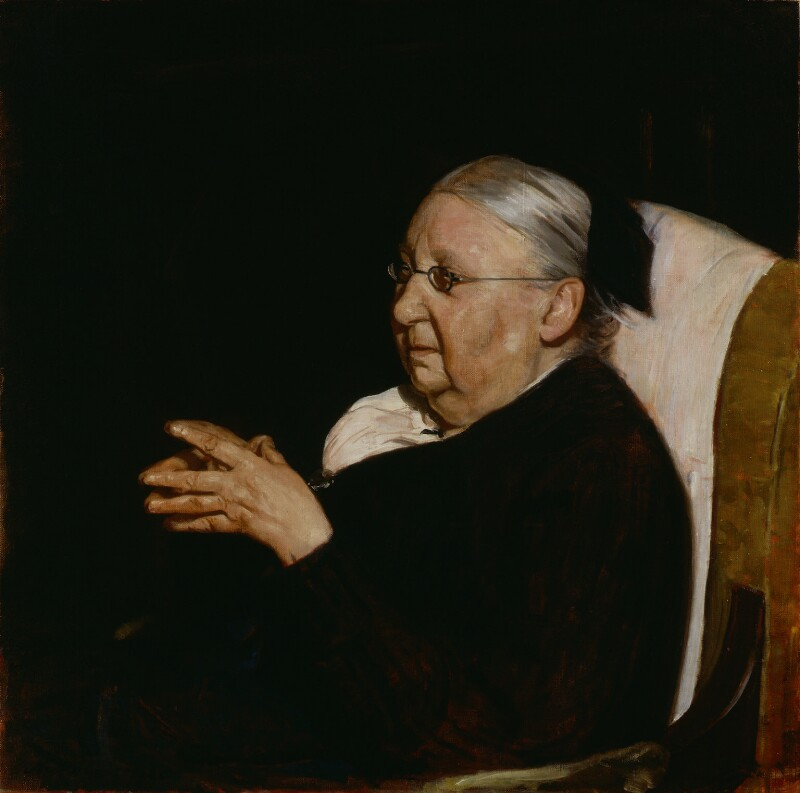
William Nicholson: Porträt Gertrude Jekyll (1920)

Gertrude Jekyll (* 29. November 1843 in London; † 8. Dezember 1932 in Munstead Wood, Surrey) war eine englische Gartengestalterin und -autorin. Sie gilt als die Mutter des englischen Landhausstils, oft irreführend als Bauerngarten („Cottage Garden“) bezeichnet.

## Leben

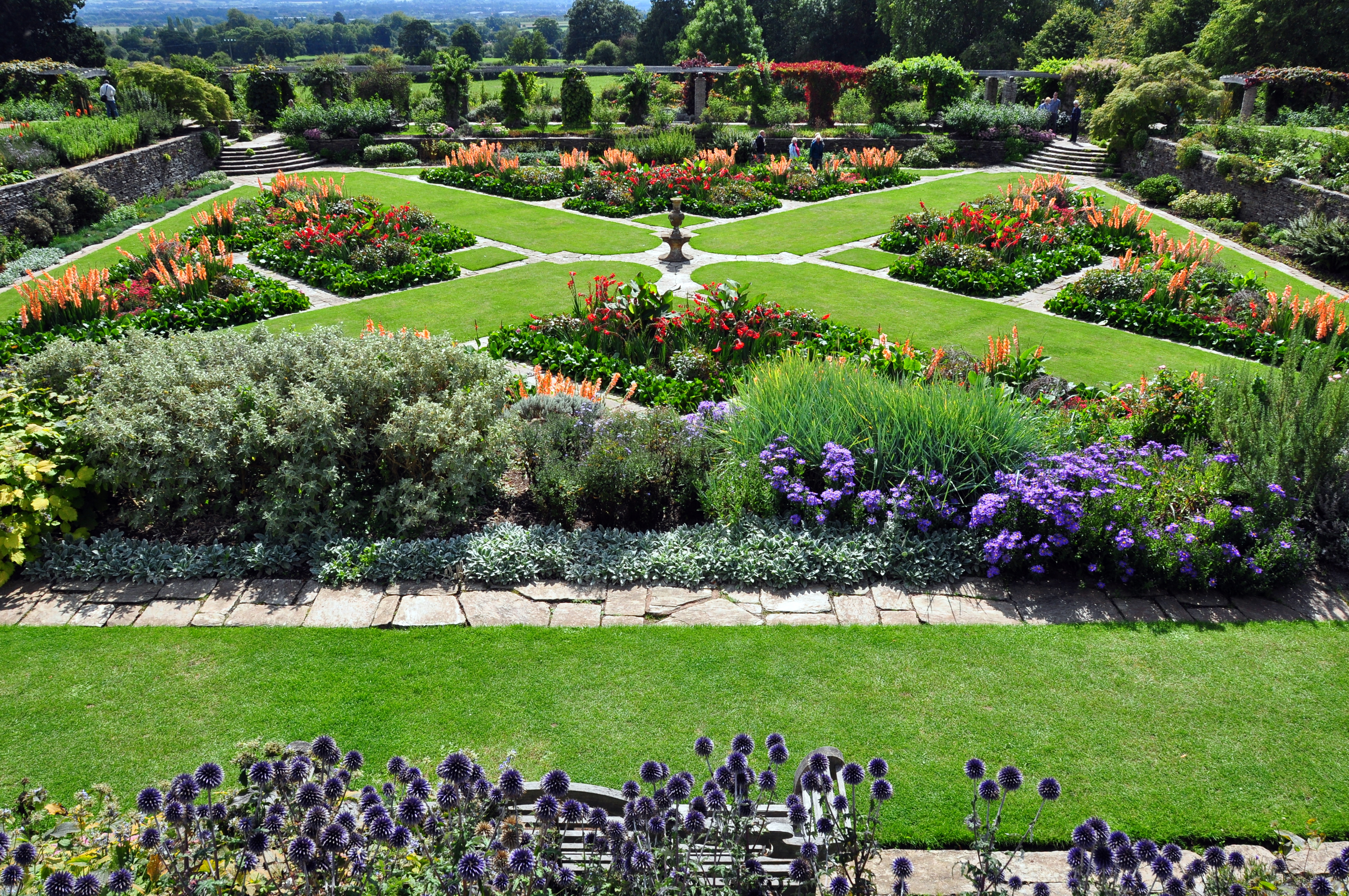
Jekylls berühmtester Garten:
Die Hestercombe Gardens in Somerset

Gertrude Jekyll wurde im Stadthaus ihrer Eltern, Captain Edward Jekyll und Julia Hammersley, in der Grafton Street im Londoner Stadtteil Mayfair geboren. Sie hatte drei Geschwister, die ältere Schwester Carry und die jüngeren Brüder Walter und Herbert. Als Kind brachte sie ihr Kindermädchen in den Green Park und den Berkeley Square, wo sie Ketten aus Gänseblümchen flocht. Löwenzahn durfte sie aber nicht nach Hause bringen, da er als Unkraut galt. Als sie fünf Jahre alt war, zog die Familie nach Bramley Park, einem Landhaus im Regency-Stil bei Guildford. Das Haus besaß zwei Gartenteiche und war von einem Park umgeben. Ihre Eltern verkauften es 1868 und zogen nach Wargrave Hill in Berkshire, dem Stammsitz der Familie. Im Alter von 18 Jahren begann Jekyll in London Malerei zu studieren. Sie war von John Ruskin, William Turner und Hercules Brabanzon beeinflusst. Bei letzterem nahm sie auch Unterricht.

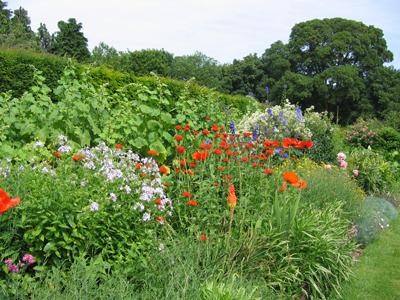
Manor House Garden in Upton Grey, Hampshire

Unter dem Einfluss von William Morris, den sie 1869 kennengelernt hatte, begann sie zu sticken und entwarf Stickmuster; außerdem modellierte, schnitzte, vergoldete und schmiedete sie, bemalte Wände, gestaltete Intarsien, entwarf Tapeten und Schmuck, fotografierte und gärtnerte. Viele ihrer Photographien wurden in Zeitschriften publiziert. Sie interessierte sich auch für Architektur, zeichnete zahlreiche Architekturdetails und fotografierte ländliche Gebäude in Sussex.
Im Alter von 19 Jahren reiste sie mit Charles Thomas Newton, dem Kurator für griechische Altertümer nach Griechenland und in die Türkei, 1868 nach Rom. Ferner reiste sie nach Algerien und ab 1873 an den Genfersee, wo sie im Ferienhaus von Jacques Blumenthal lebte. Sie war mit den Künstlern William Morris, Georg Frederick Watts und Frederic Leighton befreundet. 1875 lernte sie den Gartenautor William Robinson kennen. Nach dem Tode ihres Vaters zog ihre Mutter 1876 nach Munstead Heath in Surrey, einem entlegenen Landsitz in der Nähe von Bramley. Ihr Haus wurde 1878 von dem bekannten schottischen Architekten John James Stevenson entworfen. Gertrude Jekyll entwarf einen pseudo-jakobinischen offenen Kamin für das Haus und legte später den Garten an. Sie selbst besaß hier ein Atelier. 1895 verstarb ihre Mutter. Wegen eines nicht näher identifizierten Augenleidens („Myopia“) empfahl ihr 1891 ein Arzt, das Sticken und Malen aufzugeben, damit sich ihre Augen erholen konnten.

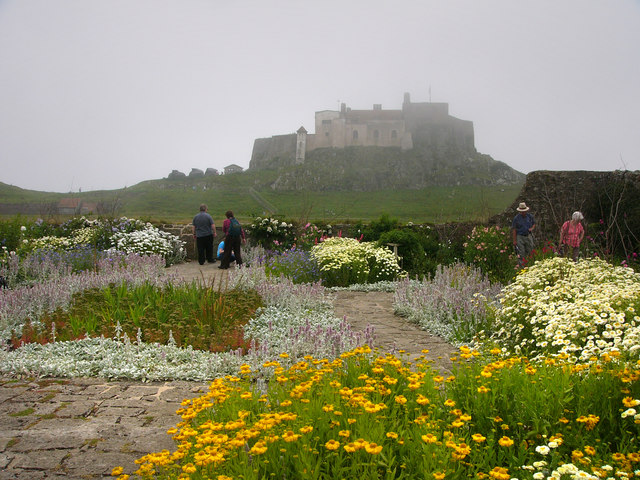
Garten von Lindisfarne Castle, Blick nach Süden

In der Folge wurde Jekyll zur Gartengestalterin – ohne spezielle Ausbildung. Sie lehnte die damals in der Gartengestaltung übliche Mode der ‘Teppichbeete’ (Beete, in denen einjährige Pflanzen zu akkuraten Mustern angeordnet sind) ab. Stattdessen propagierte sie natürlicher wirkende Pflanzungen unter Verwendung von Stauden, die oftmals in unterschiedlichen Tönen einer einzigen Farbe oder weniger miteinander harmonierender Farben gehalten waren. Dabei verwendete sie die Pflanzen als Farbelemente und nahm wenig Rücksicht auf ihre Umweltansprüche. Ihre Entwürfe wurden für viele Gartengestalter zum Vorbild. Sie gestaltete über 400 Gärten in Großbritannien, Europa und den USA.
1881 schrieb Jekyll den ersten von über 1000 Artikeln über Gartengestaltung und Pflanzenverwendung, vor allem für die Illustrierten „The Garden“, „Gardens Illustrated“ (bis 1932) und „Countrylife“ (1900–1932). Ab 1900 war sie stellvertretende Herausgeberin von „The Garden“, eine Stelle, die sie 1901 jedoch wegen ihres Augenleidens wieder aufgab.
1889 traf sie den jungen Architekten Edwin Lutyens, und eine fruchtbare Zusammenarbeit begann – er entwarf die Gebäude und den Aufbau der Gärten, sie die Bepflanzung. Lutyens entwarf 1896 auch ihr Haus, Munstead Wood, das sie in ihren Büchern Wood and Garden (1899) und Home and Garden (1900) beschreibt.
Gertrude Jekylls starb kurz nach Vollendung ihres 89. Lebensjahres Anfang Dezember 1932. Ihr Nachlass wird im Museum von Godalming und im Beatrice Farrer-Archiv der University of California aufbewahrt. Einige Entwürfe befinden sich in der Bibliothek der Royal Horticultural Society in Lindley Hall.

## Ehrungen

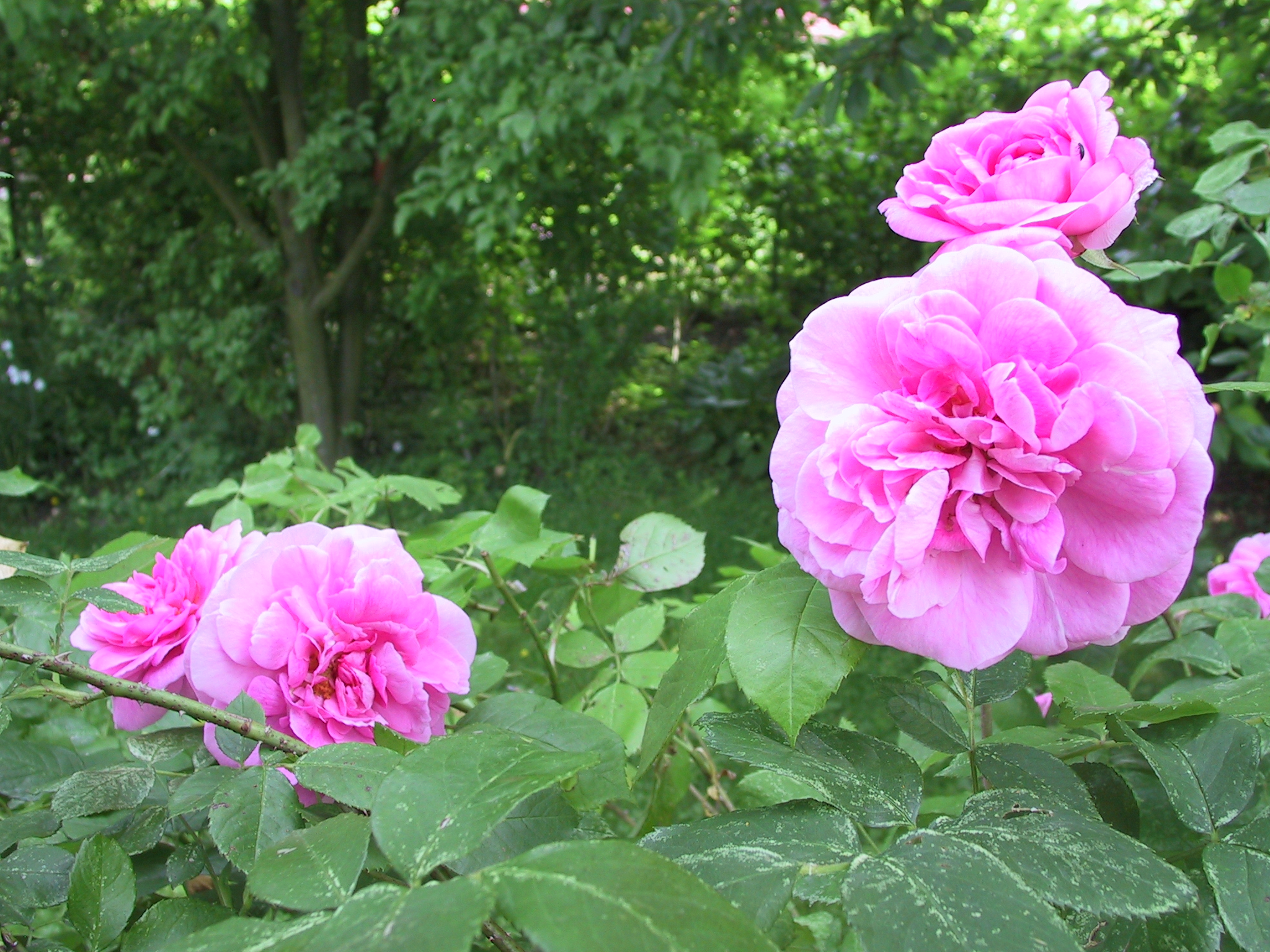
Rose Gertrude Jekyll

Die rosa Strauchrose Gertrude Jekyll, eine Englische Rose, ist nach ihr benannt.

## Gärten (Auswahl)
- Einer ihrer berühmtesten heute zu besichtigenden Gärten sind die Hestercombe Gardens in der Grafschaft Somerset, im Südwesten Englands.
- Der von ihr und Lutyens gestaltete und wiederhergestellte Manor House Garden in Upton Grey, Hampshire, ist ebenfalls zu besichtigen.
- Munstead Wood, Surrey
- Garten von Lindisfarne Castle, Northumberland im Eigentum des National Trust

## Publikationen (Auswahl)
- Wood and Garden. Notes and thoughts, practical and critical, of a working amateur. Antique Collectors’ Club, Woodbridge 1994, ISBN 1-85149-198-8 (EA London 1899).
  - deutsch: Wald und Garten. Praktische und kritische Anmerkungen und Gedanken eines arbeitenden Amateurs. Baedeker, Leipzig 1907.
- Home and Garden. Notes and thoughts, practical and critical of a worker in both. Antique Collectors’ Club, Woodbridge 1995, ISBN 1-85149-196-1 (EA London 1900)
- Lillies for English Gardens. A guide for the amateur. Scribners, New York, 1901.
- Roses for English Gardens. Antique Collectors’ Club, Woodbridge 1994, ISBN 1-85149-213-5 (EA London 1901)
- Wall- and Water-Gardens. Antique Collectors’ Club, Woodbridge 1994, ISBN 1-85149197-X (EA London 1902).
- Classic English Gardens. Studio Editions, London 1995, ISBN 1-85891-250-4 (früherer Titel: Some English gardens).
- Old West Surrey. Longmans, Dorking 1978, ISBN 0-903967-09-X (früherer Titel: Old English Household Life, mit einem Vorwort von Edwin Lutyens).
- Colour schemes for the Flower Garden. Country Life, London 1914 (früherer Titel Colour in the Flower Garden).
  - deutsch: Pflanzenbilder aus meinen Gärten. Über englische Gartengestaltung. Ulmer, Stuttgart 1988, ISBN 3-8001-6367-5.
- zusammen mit Lawrence Weaver: Arts and crafts gardes. Gardens for small country Houses. Garden Art Press, Woodbridge 1997, ISBN 1-870673-16-6.
- Garden Ornament. Antique Collectors’ Club, Woodbridge 1994, ISBN 0-90746-216-2 (EA London 1918).
- Annuals and biennials. The best Annual and Bieannial plants and their use in the Garden. Country Life, London 1916.
- Children and Gardens. Antique Collectors’ Club, Woodbridge 1995, ISBN 1-85149-217-8 (EA London 1900)
- Francis Jekyll und George C. Taylor (Hrsg.): A gardener’s testament. A selection of articles and notes by Getrude Jekyll. Papermac, London 1984, ISBN 0-333-37655-2 (EA London 1937).
- The gardener’s essential Robinson Books, London 1991, ISBN 1-85487-106-4.